# Parque natural de la Sierra Madre del Norte
El Parque natural de la Sierra Madre del Norte es el área protegida más grande de Filipinas que cubre la zona norte de la Sierra Madre del este de Luzón. El parque está situado en la parte oriental de la provincia de Isabela en el Valle Cagayán (Región II) que contiene un total de 359.486 hectáreas ( 888.310 acres). Fue declarado primero una reserva silvestre que abarcaba un área dentro de 45 kilómetros ( 28 millas ) de radio de Palanan conocido como el área silvestre Palanan mediante la Instrucción n.º 917 -A firmada por el presidente Ferdinand Marcos el 7 de septiembre de 1979. El 10 de marzo de 1997, la zona se convirtió en un parque natural con la firma de la Proclamación N.º 978 por el presidente Fidel Ramos.
El parque es considerado el más rico en términos de genética, de especies y la diversidad de hábitats en las Filipinas.